# Arturo Navarro García
Arturo Navarro García  (14 de marzo de 1989, Castellón, España) es un futbolista español y su equipo actual es el CD Castellón. Juega de mediocentro aunque también puede ocupar la posición de central o lateral derecho. Es un defensa completo y con criterio para sacar el balón. 
Se fogueó en las categorías inferiores del CD Roda (Castellón) a las órdenes de Paco Gavara. Debido a sus buenas actuaciones, el CD Castellón decidió apostar por él y lo incorporó a sus categorías inferiores. Allí estuvo varias temporadas y su buen hacer llamó la atención de grandes equipos nacionales. Entre ellos estuvo el Valencia, equipo que finalmente se hizo con sus servicios.
Quique Sánchez Flores o Ronald Koeman contaron con él en las pretemporadas de 2006 y 2007 respectivamente. Fue campeón de España con el juvenil del Valencia CF y posteriormente el equipo también se haría con el título de Copa de Campeones.
En 2008 debutó con el primer equipo del Valencia CF bajo las órdenes de Unai Emery, fue en un partido oficial de Copa del Rey.
En 2009 contó con la titularidad en el primer equipo ante el Cádiz CF en el Trofeo Ramón de Carranza y ante el Al-Ain en el Trofeo veraniego Luis Suñer.
En la temporada 2009-2010 fue convocado por Unai Emery para las semifinales de la Europa League contra el Atlético de Madrid.
En 2010 acabaría firmando por el Ontinyent CF para la temporada 2010-2011. Será un año más tarde cuando el Osasuna Promesas anuncie su fichaje para la temporada 2011-2012. "Uno de los fichajes de esta temporada que mejor rendimiento está dando", escriben en El Diario de Navarra.
La temporada 2013/14 se marchó a la India. Fue un jugador importante para el Sporting Clube de Goa, con el que consiguió el ascenso a la I-League al finalizar la temporada.
Tras regresar a España, militó la temporada 2014/15 en el Arroyo de Segunda división B. Tras perder la categoría el Arroyo, Navarró fichó para la temporada 2015/16 por el recién ascendido a Segunda B Arandina CF. En el mercado de invierno regresó al club de su ciudad natal, el CD Castellón, del grupo VI de la Tercera división.

## Clubes
| Club          | País   | Año        |
| ------------- | ------ | ---------- |
| V. Mestalla   | España | 2007-2008  |
| Valencia CF   | España | 2008-2010  |
| Ontinyent CF  | España | 2010-2011  |
| Osasuna Prom. | España | 2011-2012  |
| CD Guijuelo   | España | 2012-2013  |
| SC de Goa     | India  | 2013-2014  |
| Arroyo CP     | España | 2015       |
| Arandina CF   | España | 2015       |
| CD Castellón  | España | 2016-2017  |
| At. Saguntino | España | 2017       |
| CD Castellón  | España | 2017-2018  |
| At. Saguntino | España | 2018-"Act" |

- Datos: Q5707377